# Un malheur n'arrive jamais seul
Pour plus de détails, voir Fiche technique et Distribution.
 (juillet 2025).
Un malheur n'arrive jamais seul est un film muet français réalisé par Georges Méliès, sorti en 1903 au début du cinéma muet.

## Synopsis
Devant un corps de garde, un homme est en poste. Des passants arrivent, une pompe à incendie est déposée. Un homme répare une lampe de rue. Le garde s'endort, un plaisantin remplace son fusil par la lance à eau. Un supérieur du garde passe ensuite et réveille le malheureux endormi. Pris de panique, il agite sa lance, qui trempe le supérieur et fait tomber le réparateur de lampe. La lampe tombe sur l'officier, le réparateur joue avec sa lance sur les habitants du corps de garde et les gardes. Il arrive finalement à grimper sur la façade et à entrer dans un appartement, puis à s'échapper. Ils font ensuite tomber une colonne Morris.